# Słonecznica uszata
Słonecznica uszata (Lepomis megalotis) – gatunek słodkowodnej, drapieżnej ryby promieniopłetwej z rodziny bassowatych (Centrarchidae). Zamieszkuje głównie wschodnią połowę USA oraz północno-wschodni Meksyk. Przy długości całkowitej do 24 cm, odżywia się głównie larwami owadów, detrytusem, glonami, ikrą innych ryb, innymi bassowatymi, również podąża za czukuczanami, które przeczesują dno, odsłaniając bassom źródło pokarmu. Na wielu terenach występuje wiele form barwnych słonecznicy uszatej, najprawdopodobniej tworzą one 6 podgatunków, ale nie zostały one dobrze opisane i sklasyfikowane. Zarówno łacińska, jak i polska nazwa nawiązuje do bardzo dużego rozmiaru pokryw skrzelowych. IUCN uznaje gatunek ten za najmniejszej troski (LC).

## Taksonomia
Gatunek ten naukowo opisał polihistor Constantine Samuel Rafinesque-Schmaltz w 1820 roku jako Icthelis megalotis. Holotyp prawdopodobnie pochodził z piaszczystych rzek Kentucky. Autor umieścił nowo opisanego okoniokształtnego w podrodzaju Pomotis. Obecnie William Neil Eschmeyer w Catalog of Fishes zalicza słonecznicę uszatą do rodziny bassowatych (Centrarchidae) i podrodziny Lepominae, wedle obecnej nomenklatury zoologicznej przyjmuje się jako nazwę gatunkową Lepomis megalotis.
Nazwa rodzajowa Lepomis pochodzi z języka greckiego i jest zbitką wyrazową słów lepis (gr. λεπῐ́ς) = łuska i poma (gr. πῶμᾰ) = skrzela, pokrywa skrzelowa. Natomiast epitet gatunkowy megalotis oznacza w dosłownym tłumaczeniu „duże ucho”, odnosi się to do długich pokryw skrzelowych.
Wyniki analiz filogenomicznych ddRAD nie potwierdzają dotychczasowej klasyfikacji z podziałem na dwa gatunki, Lepomis megalotis i Lepomis peltastes w kompleksie L. megalotis. Stwierdzono zachodzenie hybrydyzacji i introgresji pomiędzy L. megalotis a innymi gatunkami z rodzaju Lepomis. Analiza cech morfologicznych uznawanych za dostatecznie istotne, by wyróżnić taksony w randze gatunków, pozwoliła zidentyfikować 6 taksonów tej rangi w kompleksie L. megalotis.
Dawniej L. peltastes był uznawany za podgatunek pod nazwą L. m. peltastes, jednak Page & Burr w 2011 roku potwierdzili jego odrębność w randze gatunku.

## Występowanie
Gatunek naturalnie występuje w Ameryce Północnej, najczęstszy jest przy tym w zlewni Missisipi i Wielkich Jezior Północnoamerykańskich. Na północy zasięg sięga do Minnesoty, Ontario, Ohio i zachodniej Pensylwanii, a na południu po rzeki wpadające do Zatoki Meksykańskiej od rzeki Apalachiocola na wschodzie, poprzez Luizjanę, Teksas po rzeki w północno-wschodnich stanach Meksyku (Rio Grande, Conchos i Salado w stanach Chihuahua, Coahuila, Nuevo León i Tamaulipas). IUCN uznaje niektóre populacje z terenów Appalachów i Wielkich Równin za wymarłe.
Jako że gatunek jest dość chętnie hodowany w akwariach (ze względu na stosunkowo łatwy chów w porównaniu do innych bassów), notowany jest jako introdukowany na różnych obszarach.

## Morfologia

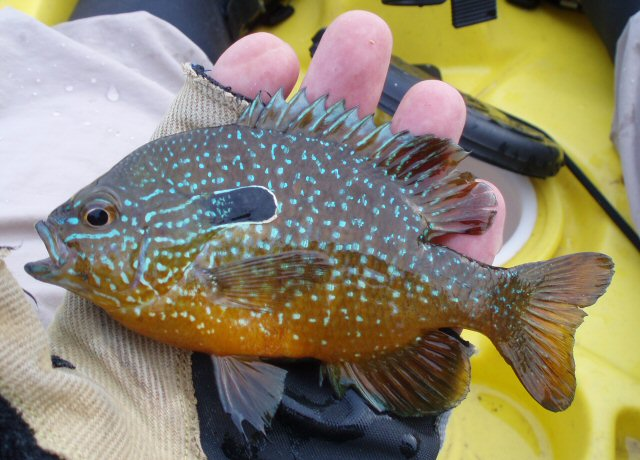
Złowiona słonecznica uszata

Jest to relatywnie jeden z mniejszych gatunków w obrębie rodzaju Lepomis; bass ten osiąga maksymalnie 24 cm TL, aczkolwiek większość łowionych osobników osiąga więcej niż 12 cm (11,5) TL. Masa do 434,5 g, FishBase podaje maksymalną masę 790 g. Cechą charakterystyczną tego gatunku jest jego wydłużona pokrywa skrzelowa, która może wyglądać jak małżowina uszna (stąd również nazwa łacińska, jak i polska nazwa). Rozpoznawalny jest po żywej barwie łusek. Samice są nieco mniejsze od samców, tym samym samce mają dłuższe wyrostki pokryw skrzelowych, a ich ciało jest jaskrawsze.
Płetwa grzbietowa tworzona jest przez 2 mniejsze: pierwsza liczy 10 promieni twardych, a druga liczy 10–11 promieni miękkich. Płetwa odbytowa ma 3 promienie twarde i od 9 do 11 miękkich. Płetwa piersiowa z 1 promieniem twardym i 5 miękkimi; jest krótka, zaokrąglona; gdy ryba nią porusza (tj. do przodu i do tyłu), ledwo sięga krawędziom oka. Płetwa ogonowa lekko rozwidlona. Linia boczna kompletna. Ubarwienie zmienne; czoło i niektóre części boków oliwkowe; brzuch i pierś mogą być pomarańczowe, a nawet ciemnoczerwone; ogółem całe ciało pokrywają pomarańczowe, zielone lub błękitne plamy, to samo dotyczy policzków, które są rudawe, ozdabiają je szmaragdowe smugi. Koniec pokrywy skrzelowej jest smolistoczarny z czerwonym „obramowaniem” (u młodszych osobników jest ono białe). Płetwy grzbietowa i odbytowa oliwkowa, często z rdzawym nalotem; p. piersiowe przezroczyste, czasem z plamkami. Samce w okresie godowym opalizujące na zielono powyżej i jasnopomarańczowo poniżej, ich grzbietowe płetwy są głęboko rdzawopomarańczowe, płetwy piersiowe niebiesko-czarne; samice są mniej kolorowe. Ponieważ istnieją różne formy barwne, słonecznica uszata może być mylona z innymi Lepomis, najczęściej ze słonecznicą pstrą (L. gibbosus), słonecznicą błękitną (L. macrochirus), słonecznicą czerwonouchą (L. microlophus) oraz słonecznicą niepozorną (L. humilis).
Żyje około 6 lat.

## Ekologia

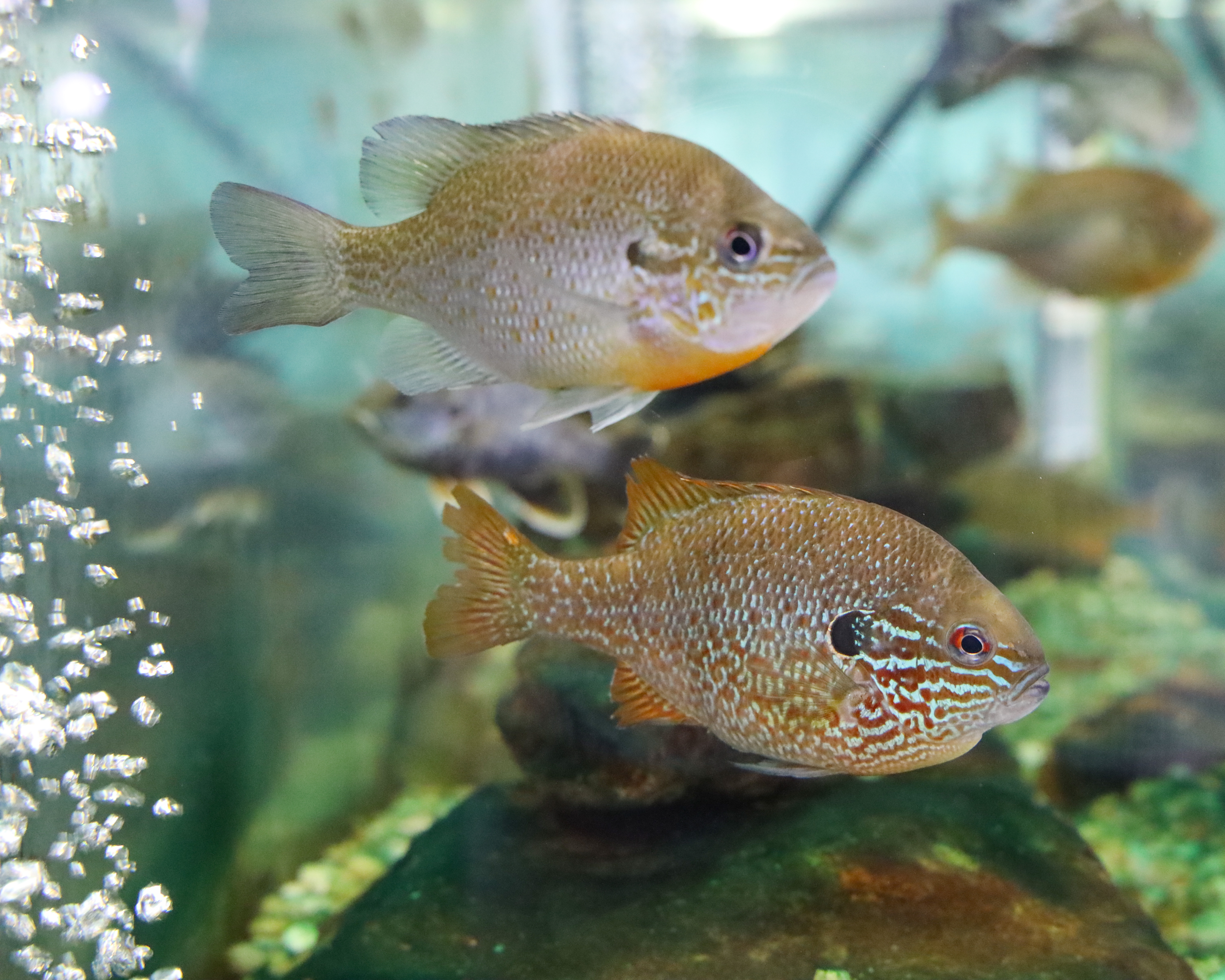
Dorosły osobnik w towarzystwie słonecznicy rdzawobrzuchej (Lepomis auritus; u góry)

### Zachowanie
Słonecznica ta jest aktywna w ciągu dnia i nieaktywna w nocy, choć zaobserwowano, że latem żerują na powierzchni w jasnym świetle księżyca. Ryby te są mniej aktywne rano i wieczorem i spędzają ten czas w ciemniejszych wodach i/lub bliżej schronienia; może to być czynnik warunkujący unikanie drapieżników lub ryby wolą poruszać się i żerować w cieplejszej części dnia.
Niegnieżdżące się osobniki chętnie pływają ze swymi pobratymcami i innymi rybami. W stosunku do młodych osobników dorosłe mogą być agresywne, podobnie jak jest to w przypadku ryb hodowanych w zbyt małym akwarium, w niewoli często prowadzi to do śmierci słabszego osobnika.
Podczas pokazów godowych samce prezentują przed partnerami głowę, swoje operculum, zginają swoje ciało, mogą nawet wydawać chrząkające dźwięki.

### Pożywienie
L. megalotis jest wszystkożercą; w skład diety wchodzą larwy owadów, owady lądowe, które wpadły do wody, małe ryby (w tym także inne bassowate i mniejsi przedstawiciele własnego gatunku), drobne skorupiaki, ślimaki, pijawki, ikra oraz detrytus. Pływają podczas poszukiwania pokarmu raczej blisko powierzchni wody, w przeciwieństwie do innych słonecznic. Zaobserwowano, jak bassowaty płynął obok czukuczana z gatunku Hypentelium nigricans. Kiedy karpiokształtny przeczesywał dno w poszukiwaniu pokarmu, słonecznica podążała za nim i zjadała to, co druga ryba odsłoniła podczas swego żerowania.

### Habitat i migracje
Gatunek słodkowodny, preferujący płytkie przybrzeżne wody stawów, jezior, strumieni i wolno płynących rzek. Istotnym czynnikiem wpływającym na występowanie gatunku jest gęsto zarośnięty litoral. Preferuje wody z twardym dnem gliniastym lub żwirowym z czystą wodą; częstszy u źródeł rzek. Lubi zdobywać pokarm w wodach płynących. W przypadku amerykańskich populacji ich liczba drastycznie się zmieniła po tym, jak większość zbiorników uległo eutrofizacji, których te populacje nie tolerują.
W przeciwieństwie do słonecznicy niebieskiej populacje meksykańskie zamieszkują głębsze stawy i rzeki. Żyją zarówno w czystych, jak i błotnistych wodach o umiarkowanych lub wolnych prądach, gdzie na dnie dominuje błoto, piasek, glina, żwir lub otoczaki.
W stanie Luizjana zaobserwowano eksodus tych ryb na okres zimowy. W jednym z badań przeniesione osobniki w inne miejsca szybko powracały, zapewne przy pomocy węchu. Zimą większe osobniki przenoszą się na głębsze wody w dole rzeki. Chociaż wiele z nich to robi, poszczególne ryby niekoniecznie co roku wracają do tych samych wód tarła. IUCN mimo tych obserwacji nie uznaje L. megalotis za migranta.

### Rozmnażanie

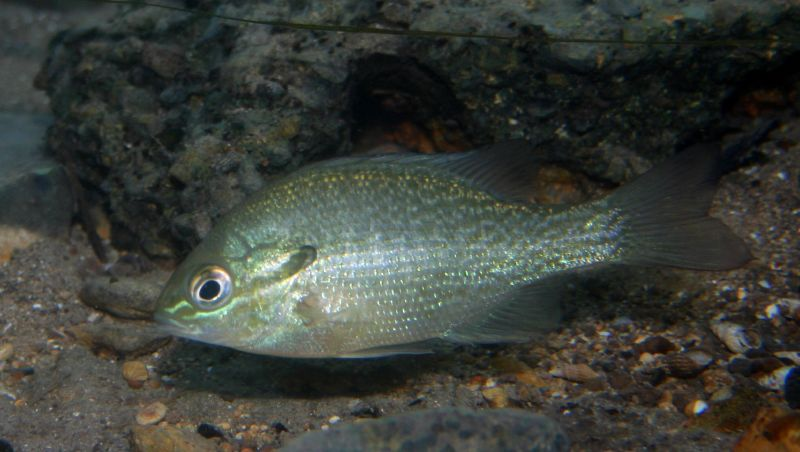
Młoda ryba

Występuje poliandria. Podobnie jak większość innych członków Lepomis, słonecznica uszata jest gatunkiem gniazdującym w koloniach, chociaż w populacjach o niskim zagęszczeniu osobniki budują samotne gniazda. Wielkość kolonii i odległości między gniazdami są różne. W zatłoczonych warunkach kolonie mogą być dość duże, a gniazda są tak blisko siebie, że ich krawędzie prawie się stykają. Przy takim „zatłoczeniu” samiec broni tylko samego gniazda. Przy mniejszym zagęszczeniu gniazd samiec strzeże przyległego terytorium.
Samce budują gniazdo bez pomocy samicy. Późną wiosną lub wczesnym latem samce wpływają na stosunkowo płytką wodę (głębokość od 20 do 60 cm) i zajmują terytoria, na których budują gniazda. Preferowanym podłożem jest żwir, jeśli jest dostępny; w przeciwnym razie będą budować w piasku lub twardym błocie. Gniazdo jest w większości okrągłym dołkiem utworzonym przez energiczne zamiatanie ogonem samca (ang. tail wagging) po podłożu, podczas gdy ryba jest ustawiona pod kątem 45° do dna. Następnie przyjmuje pozycję prawie pionową nad gniazdem i wachluje ogonem. Wachlowanie jest wystarczająco energiczne, aby usunąć małe kamyki. Ta czynność powoduje wykopanie okrągłego zagłębienia o średnicy około 35 do 45 cm, głębokości od 3 do 7 cm i szerokości brzegów od 7 do 9 cm.
Kiedy samica wchodzi do kolonii lęgowej, osobnik płci przeciwnej próbuje zaprowadzić ją do gniazda. Zachęca ją rozkładając płetwy i wykonując inne pozy. Samce z dłuższymi wyrostkami operculum są bardziej atrakcyjne dla samic. Jeśli samica jest zainteresowana, partnerzy rozpoczynają pościg wokół gniazda. Oboje okrążają gniazdo w pozycji pionowej, co 50 do 60 sekund samica przewraca się na bok pod kątem 20° do 30° i zbliża swoje pokładełko, jej partner uwalnia mlecz, a ona ikrę. Po tym zwykle samiec przegania swą partnerkę. W jednym badaniu całkowita liczba jaj złożonych w gnieździe wahała się od około 137 do 2836.
Po tarle samce często wachlują gniazdo przez godzinę. Takie zachowanie może pomóc w mieszaniu komórek jajowych i plemników oraz pomóc wbić jaja głęboko w żwir. Samica po wypędzeniu z gniazda wchodzi do gniazd innych samców na dodatkowe tarła. 
Osobniki płci męskiej również wykazują interesującą alternatywną strategię reprodukcyjną w stosunku do budowania gniazd. Niektóre samce przyjmują barwę kryptyczną (ang. sneakers). Samce te są na ogół młodsze i mniej kolorowe niż gospodarz gniazda, nie budują swoich gniazd. Młodsze samce wyglądem przypominają samice. Zwykle ukrywają się w pobliżu trących się par, po czym dołączają do godów i zapładniają ikrę. Istnieją także tzw. samce satelitarne; są zbliżone wiekiem i wyglądem do samców sneakers, ale zamiast od razu dołączać do tarła pływają nad gniazdem, zachowując się jak niezainteresowana samica; z czasem powoli schodzą do gniazda i, podobnie jak samiec kryptyczny, uwalniają plemniki podczas tarła. Osobniki męskie, które budują samotne gniazda, odnoszą większe sukcesy w obronie swoich gniazd przed samcami kryptycznymi i satelitarnymi niż samce gniazdujące w koloniach. Uważa się, że gniazdowanie kolonialne sprzyja istnieniu samców nie posiadających własnego gniazda, ponieważ umożliwia tym samcom dostęp do większości samic.
Ojciec strzeże terytorium podczas wszystkich faz rozmnażania; nieustannie przegania zarówno osobniki własnego gatunku, jak i inne ze swojego terytorium lęgowego. Wydaje się, że najbardziej terytorialnie reaguje na potencjalne drapieżniki jego lub jego młodych oraz potencjalnych intruzów, takich jak wspomniane powyżej samce satelitarne i kryptyczne, nie reaguje natomiast na niegroźne ryby, takie jak karpieńcokształtne z rodziny Fundulidae. Podczas jednego 20-minutowego tarła zaobserwowano, że samiec 15 razy opuszczał gniazdo w pogoni za intruzem. Kiedy broniący się samiec opuszcza gniazdo, a ikra jest już obecna, często zdarza się, że młodsze okazy wyzbywają się konkurencji, zjadając jaja. Wykazano, że agresywność gniazdującego samca jest najwyższa, gdy obecne są jaja i narybek, a najniższa przed i po złożeniu jaj. Samiec pilnuje nadal gniazda, nawet gdy wszystkie młode odejdą, acz będzie on szukał kolejnej samicy do odbycia tarła.

### Interakcje międzygatunkowe

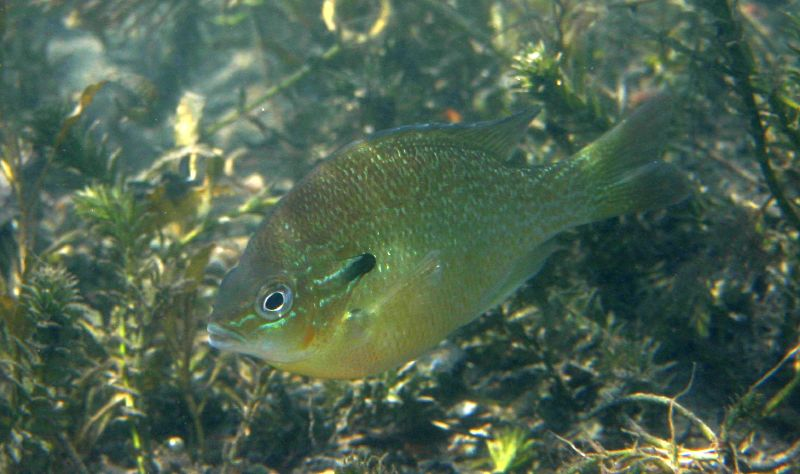
Forma dorosła na tle roślin wodnych

W naturze zaobserwowano, że L. megalotis chowa się w roślinności wodnej w pobliżu twardych konstrukcji (takich jak pniaki lub szczątki drzewne) lub w innych zacienionych obszarach, aby uniknąć drapieżnictwa, w razie zagrożenia wpływa również na głębsze wody. Drapieżniki takie jak bass wielkogębowy (Micropterus salmoides) czy bass małogębowy (M. dolomieu) i czaplowate korzystają ze swego wzroku w trakcie polowania, a jaskrawo ubarwiona słonecznica prawdopodobnie czerpie korzyści z ukrywania się tam, gdzie jest mniej prawdopodobne, że zostanie zauważona. Wykazano, że dorosłe osobniki zajmują głębsze, a tym samym ciemniejsze wody rano i wieczorem, kiedy duże drapieżniki są najbardziej aktywne. Tarło odbywa się w płytkich wodach, a płytkość wód może zapewniać gniazdom i jajom pewną ochronę przed większymi drapieżnikami wodnymi.
Badania laboratoryjne Kaye Goddard i Alicii Mathis (1997) wykazały, że mając wybór słonecznice uszate wolą przebywać w warunkach słabego oświetlenia bez osłony niż w zanurzonej osłonie w warunkach większego natężenia światła. Autorki badania stwierdziły, że obszary z bardziej gęstą roślinnością mogą być trudniejsze do manewrowania i utrudniać ucieczkę przed drapieżnikami. W równie dobrze oświetlonych warunkach uciekający osobnik wybierze obszar z zanurzoną osłoną, więc woli jakąś ochronę niż żadną.
Przesiąkra okółkowa (Hydrilla verticillata) jest w USA znanym gatunkiem inwazyjnym, z tego względu zadecydowano o zarybieniu amerykańskich zbiorników wodnych amurem białym (Ctenopharyngodon idella); jednak z czasem on sam stał się gatunkiem inwazyjnym, wyniszczającym też rodzimą roślinność wodną. Do tej pory kilka gatunków bassowatych: L. megalotis, L. macrochirus oraz L. microlophus znajdowały wśród tych roślin pokarm i schronienie, lecz wraz z wprowadzeniem amura muszą konkurować o przetrwanie, a ich dieta zmieniła się znacząco.
W skrzelach tej ryby stwierdzono przywry z gatunku Macrohaptor hopkinsi.

## Status
Międzynarodowa Unia Ochrony Przyrody (IUCN) uznaje trend populacji jako stabilny. Liczebność populacji nie jest znana, ale zasięg występowania jest rozległy, ponadto licznie gatunek wprowadzono na inne tereny. W rezultacie IUCN klasyfikuje słonecznicę uszatą jako gatunek najmniejszej troski (LC – Least Concern), nie podlega CITES. Czasem spotykana jest w akwariach publicznych, a rzadziej bywa poławiana dla wędkarstwa sportowego (największy złapany okaz w 1985 roku z Elephant Butte ważył 790 g). Pomimo iż jest także pokarmem dla większych zwierząt, żadne z powyższych zagrożeń nie jest szkodliwe dla gatunku. W miejscu występowania wód zanieczyszczonych niektóre ryby mogą przejawiać zaburzenia na tle endokrynologicznym (hormonalnym).